# ポケットモンスター PiPiPi★アドベンチャー
『ポケットモンスター PiPiPi★アドベンチャー』（ポケットモンスター ぴぴぴ・アドベンチャー）は、「ポケットモンスター」からのスピンオフ作品（漫画）。小学館の漫画雑誌『ちゃお』に連載された。月梨野ゆみ作画。全10巻。

## 概要
『ちゃお』1997年7月号から開始し、番外編をポケモンワンダーランドに連載した。そして『りぼん』を越え・発行部数100万部突破を見届けた形で、2003年2月号をもって終了。同じ「ポケモン」からのスピンオフ作品「ポケットモンスター チャモチャモ☆ぷりてぃ♪」にバトンを渡した。
作品中に出てくるポケモンのほとんどが人間の言葉を話し、それで感情表現をすることができる。ただし、ピカチュウとプリンについては、人間の言葉を理解できるが、話すことはできない。この点は『月刊コロコロコミック』連載の「穴久保版」と似ている。
連載時に本編1ページ目下に書かれていた前回のあらすじの、2回目はピカチュウが担当している。ただし、上記のように人間の言葉は話せないため、鳴き声だけで埋め尽くされていた。
PiPiPiはピカチュウ・ピッピ・プリンの略である。

## あらすじ
究極のホレ薬を作ってもらう、という条件でマッドサイエンティストのじーちゃんからポケモン集めを命じられたマロン。しかしその中で出会ったピカチュウ、ピッピ、プリンのかわいらしさにひかれ、目的そっちのけでポケモン達と仲良くなっていく。

## キャラクター
マロン
7月3日生まれ、かに座、O型。
主人公。天真爛漫で明るい性格。誰の事でも一生懸命になる性格で誰からも好かれる。しかし恋愛ボケ。幼馴染のアーモンドのことがずっと好き。
幼い頃は乱暴で男勝りな性格で、気弱な性格だったアーモンドをよくいじめていた。すっかり女の子らしくなった今でも中身はあまり変わっていない模様。他人の恋愛事には敏感だが、自分への恋愛感情には鈍い。
金髪カールヘアーのふんわり系美少女で、異性から好意を寄せられる事も少なくない。また、女友達の小梅から見ても「かわいい」らしい。家庭的で、料理などの家事全般はかなり得意で器用だが、美的センスがないらしく、絵などの工作系はかなり下手。しかし自分の人形は上手く作る。
第1話でじーちゃんに「ポケモンを集めてくれる代わりに、究極のホレ薬を作る」と言われ、ポケモン集めに燃えていた。（旅に出る気はさらさら無い模様。）しかし、だんだんと目的そっちのけでポケモンたちと仲良くなっていき、しまいにはすっかり忘れたまま最終回を迎えてしまった。小さい頃からなぜかポケモンの言っていることが分かる。
ココナッツとはアーモンドを巡ってのライバル関係だが、時には良い親友となることも。ピスタチオに好意を寄せられるも、相手にしていない。人気投票では2位だった。
ピカチュウ♂
ポケモン側の主人公。第1話でアーモンドに捕まえられそうになっていたが、助けてくれたマロンと友達になる。
ピッピ・プリン・プクリンとは幼馴染。のんきな性格で、りんごが大好物。少々おマヌケで、ピッピとはいつも一緒。最初は自分を捕まえようとするアーモンドを嫌っていた。人気投票では1位を獲得した。
ピッピ♂
ピカチュウの幼馴染で親友。弱虫でいつもいじめられているが、心優しい性格。絵が上手く、写生大会では金賞を受賞するほど。
また、正気を失った時やマロンが危険な目にあった時は、普段からは想像できないような攻撃力を発揮する。極度に追い詰められた時などには妄想グセが出る。神経衰弱、玉入れなどには百発百中という意外な才能を見せた。作中でもピュアな心の持ち主。ピカチュウとはおマヌケコンビ。作者曰く「ピカチュウの通訳なのでいなくちゃいけないキャラ」。
「～でしゅ」が口癖。さんは「しゃん」となる（例：マロン⇒マロンしゃん）。人気投票では14位。
プリン♀
ピカチュウの幼馴染。お金持ちのスーパーお嬢様。究極のマイペース少女で、行動範囲も何を考えているのかも謎に包まれている。
料理が趣味で見た目はおいしそうだが、それのマズさは文字通り殺人レベル。後に大量破壊兵器レベルにまでグレードアップした。なおプリンはおいしいと思って作っており、食べても何も起こらない。
怒ると風船のように膨らむ。また、怒っていない時に膨らんで、ピカチュウ達を助けることもある。
一人で自由にするのが好きで、姉のプクリンとは別居している。人気投票では9位。
アーモンド
9月1日生まれ、おとめ座、A型。
マロンの幼馴染。やや不器用な性格。幼い頃は気弱でマロンによくからかわれていた。
シャイでややぶっきらぼう(特にマロンに対して。しかし、ヤキモチを焼いたり、マロンのピンチに誰よりも必死になる程マロンを大切に思っているなど無意識に好意を寄せているようである。)。
「レンアイオンチ」だとも言われていた。ゼニガメのトレーナーのような存在。工作が得意で、探検が趣味。
ポケモンオタクで初期の頃は虫取り網片手にポケモン集めに燃えていたがマロンによくジャマされ、ピカチュウには電撃を浴びせられるなどろくな目にあっていなかった。ゼニガメと知り合ってからはゼニガメがいじけるのでポケモン集めはしていない。人気投票では12位。
ゼニガメ♂
プリンの姉プクリンの友達として初登場。その後アーモンドの弟にしてもらいパートナーとなる。よく「ゼニ」という略称で呼ばれる。
5頭の姉妹がいて、彼は上から4番目（ゼニガメは御三家である為、実際の性別比は7･1で♀が非常に少ないが、当時はまだ性別比の概念が無かった為、彼は原作と異なり女系の一族という設定になっている）。一度、マリ丸の偽彼氏にされたが、それ以降二人の仲は良くなった。人気投票では13位。
プクリン♀
プリンの姉。お金持ちのお嬢様。プリンと比べるとおしとやかだが、プリン以上にわけのわからない性格。アーボックに好かれている。
お付きのプリンは常に一緒。好きなものは、バラ、ピアノ、絵画、宝石。運動が苦手。
ココナッツ
8月7日生まれ、しし座、A型。
途中からマロン達の村に引っ越してきたじーちゃんとジンジャーの孫で令嬢。
天才科学者と言われていて引越しする前はかなりもてていたらしい。本人曰く、「POGカンパニーのバラ」と言われ光り輝いていたとの事。ただし、腕の程はじーちゃん譲りで、その実験は成功するより失敗することのほうが多い。ヒトカゲ曰く「ワイルド系」らしい。
アーモンドにひとめぼれをし、日々マロンとアーモンドをめぐって争っているが、アーモンドのマロンに対する気持ちに薄々気づいており、実家に戻るかどうかで揺れることもあった。キャラウェイに好意を持たれているが、まだまだ進展はしていない様子。
人気投票ではイーブイと同票で10位だったが、作者曰く、「もっと人気がある」とのこと。マロンの影響でヘアスタイルを変えたりなどおしゃれをする事が増えたらしい。
イーブイのトレーナー。
イーブイ♂
ココナッツと共にマロン達の村に引っ越してきた。ココナッツのパートナーで、ココナッツを尊敬している。
おマヌケな所はピカチュウとあまり変わらないが、自分では賢いと思っており、相当な自慢屋で自信家。「フワフワ系」が好み。
中盤ではガールフレンドのるーちゃんと知り合いラブラブに。るーちゃんが登場してから男らしくなったと読者にも好評だった。イーブイのキャラには初登場してから長い間ブーイングが来ていたらしい。運動が苦手。人気投票ではココナッツと同票で10位。
じーちゃん
村の（自称）一流科学発明家（要するにマッドサイエンティスト）。『うひょ～』という奇抜な笑い声と魔術師のような服装が特徴。
作者はいちばん簡単に描けるキャラであり、人間というにはあまりに奇妙なため新種のポケモン扱いされたことも。
女の子にもてたいあまりにマロンにポケモン集めを達成させる代わりにホレ薬をあげる約束をしたものの、忘れられたまま結局マロンはアーモンドと両想いになってしまった。ココナッツの祖父で今は一緒に住んでいる。
つくった機械はたいてい爆発するが、マロンの防御服など成功したものもある。イベント企画の天才。
実はPOGカンパニーの総帥であり会長。ずいぶん前から家を空けており仕事もしていないため、副社長で妻のジンジャーがカンパニーを取り仕切っている。人気投票ではトゲピーと同票で15位。単行本の裏表紙に必ず描かれている。
ピース
2月14日生まれ、みずがめ座、AB型。
かなりの病弱で療養の為に都会からマロン達の村に引越ししてきた。いつもニコニコ笑っていて、どこか頼りない。
倒れることもしばしば。誰に対しても敬語を使う。
ピスタチオの弟で、薬を入れた揃いの腕輪を左腕に付けている。また、普段着ている服も似ている。フルネームは、「グリン＝ピース」。人気投票では18位。
ヒトカゲのトレーナー。
ヒトカゲ♂
ピースのパートナー。ピースと共にマロン達の村へ引っ越してきた。ピスタチオのパートナー・ダネリーナとは幼馴染。
作中では貴重なツッコミ役。ピースのことを誰よりも心配しており、倒れたときはいつも看病している。
強気で面倒見の良い性格だが、怖がりな一面もある。チコに思いを寄せられていて、本人も悪からず思っているがチコ曰く「おこちゃまのガキ」なため進展はしていない。人気投票では8位。
ピスタチオ
6月4日生まれ、ふたご座、A型。
花屋を経営している。女性にモテモテで、本人も女性が大好き。アーモンドひとすじのマロンに対して燃えており、「熱烈な愛」の花言葉を持つ真紅のバラを贈ったり、病院を菜の花だらけにしたことがある。
ピースの兄。弟とは前髪だけ非常に似ているが、それ以外の外見や性格は全く似ていない。
ダネリーナのトレーナー。人気投票では20位。一応アーモンドのライバル的ポジションだが、マロンがアーモンドに一筋すぎるので作者が出しづらいキャラになってしまったとのこと。
ダネリーナ(フシギダネ♀)
ピスタチオのパートナー。ピスタチオと共に花屋を経営している。ピースのパートナー・ヒトカゲとは幼馴染。
ピスタチオに恋心を寄せており、しっと深くもあり、ピスタチオの言動はあまりよく思っていない模様。
「～でちゅ」が口癖。人気投票では19位。
チコ(チコリータ♀)
惚れっぽく失恋回数がやたら多い。
ダネリーナとは初対面ではピスタチオをめぐって壮絶な女の戦いを繰り広げたものの、今では大の親友。
花に詳しい。かなりホレっぽく、かっこいい人を見ると盲目的に。
アーモンドのことが好きだったが、次第にヒトカゲの事を意識し始めるようになる。人気投票では6位。
ウォール
2月20日生まれ、うお座、O型。
見習い忍者だが、忍者としての腕前はからっきし。努力家。最近ようやく半人前と呼ばれるようになった。家系は忍者の一族ではない。
修行がない時は家業のパン屋の手伝いとしてパンを作っており、天才少年とも呼ばれ大評判。パン以外の料理も得意。
実は忍者修行の時はコンタクトを着けていて、パン屋の時は眼鏡を掛けている。幼馴染の小梅にはさんざんひどい目に合わされておりニガテだが、あることを境に好意をもたれている。素顔の小梅を「昼下がりの天使」と呼んでいて恋心を抱いていた。素顔が出てからその意外性からか人気が急上昇し、人気投票では5位。
メタモン
ウォールのお師匠。ハリセンを片手に持っており、ウォールに手を焼いている。
小梅のお師匠マリルリとは仲がよく、ウォールと小梅のお互い素顔を知らない為による複雑な関係を面白がって見ている。変身が得意だが、プリンの実力を高く評価している。人気投票では19位。
小梅(こうめ)
4月12日生まれ、おひつじ座、O型。
ウォールよりも位が少し上の天才忍者。家系は忍者の一族ではない。大のパン好きで、特にウォールが作ったくるみの木のパンが大好物。
愛読書は『月刊くのイチ』『必殺忍剣』。
ウォールとは幼馴染だが、ひっこしてから8年会っていない。ウォールに恋心を抱いているが、キツイ言動から彼には悪魔のように思われていた。料理が大の苦手で、食べると痺れてしまうクッキーを作ってしまった。人気投票では3位。
マリルリ♀
小梅のお師匠。マリ丸の母親。
小さい頃の小梅の才能を見出し弟子にした。後輩でありウォールのお師匠のメタモンとは仲がよく、小梅とウォールの複雑な関係を知って楽しんでいる。
マリ丸（マリル♀）
小梅のパートナーで、小梅と同じく忍者である。小さいころから小梅の家で暮らしていて、姉妹のような間柄。運動神経がよい。
勘が鋭く、店に居た男の子（ウォール）のことがひっかかっている。
ゼニガメに好意を抱いている模様。
キュウちゃん（キュウコン）、ポポちゃん（ポポッコ）、ターチ（オタチ）という忍者仲間がいる。実力はマリ丸が一番。人気投票では7位。
キャラウェイ
ロコやアラシ達のトレーナーで、旅をしている。愛称は『キャラ』。関西弁を話し、軽い性格だが一途で誠実。
ココナッツに一目惚れし、初っ端から彼女のファーストキスを奪ってしまった。同作者による「晴れときどきがちょう！？」の大樹をほうふつとさせるキャラ。頭にはサラシを巻いている。
ロコ（ロコン♀）
キャラウェイのポケモン。かなりのしっかり者で、キャラウェイのポケモン達のサブリーダー。キャラウェイと同じく関西弁を話す。アラシのことが好きで、両思いだがアラシがニブイためもどかしい思いをしている。
アラシ（ヒノアラシ♂）
キャラウェイのポケモン。関西弁を話す。シャイな性格でいつもぼんやりしているが、実はキャラウェイのポケモンの中では一番強い。
ジンジャー
じーちゃんの奥さん。つまりココナッツのおばあちゃんだが、ココナッツには「ねーサマ」と呼ばせている。
POGカンパニーの会長代理。外見がかなり若く、近所では魔女だとか不老不死の薬を作ったなどと噂されている。マロンとアーモンドは最初彼女をココナッツの叔母だと思っており、ココナッツから真相を知らされた後にはショックのあまり三日間寝込み続けたらしい。
ネイティとキリンリキのトレーナー。
ナギサ
第6巻に収録された『ちゃおデラックス』掲載の番外編に登場した女の子。自分で自分を「かわいい子」と言ったり「美人薄命」発言など、かなりのお調子者である。
ある不幸な事件がきっかけで友達だったライチュウと仲たがいしたままこの世を去ってしまい、以後150年にわたってこの世をさまよい続けていた幽霊である。後にピカチュウたちの執り成しによりライチュウと再会を果たし、成仏する。
人気投票では21位と、番外編のみの登場人物としては大健闘だった。
ライチュウ♂
ナギサのパートナーで、彼女曰く「いちばんの友だち」。
ある不幸な出来事により、ナギサが自分を捨てたと誤解したままこの世を去ってしまい、以後150年にわたってナギサとの再会を拒み続けていたが、後にピカチュウたちの執り成しにより心を開きナギサと再会し、成仏する。
渚(なぎさ)
男勝りで少し乱暴な、どことなく幼い頃のマロンを思わせる女の子。
スポーツは得意なのだがなぜか水泳だけは苦手で、むしろ水に入ることを恐れていた。
実はナギサの生まれ変わり後の姿であり、同じくピチューに転生したライチュウと「再会」を果たす。
ピチュー♂
小生意気でちょっと乱暴な、のちに渚のパートナーとなったポケモン。
はじめのうちこそ人間を嫌ってイタズラばかりしていたが、渚と初めて出会ったときに他の人間とは違う「何か」を感じ、内心彼女に興味を持つようになる。
実はカナヅチで、川でおぼれていたところをやはり泳げないはずの渚に助けられ、「再び」彼女といちばんの友だち同士になる。

## 書誌情報
- 月梨野めぐみ『ポケットモンスター PiPiPi★アドベンチャー』小学館
  1. 1998年4月20日発売 ISBN 4-09-135841-1
  2. 1998年8月20日発売 ISBN 4-09-135842-X
  3. 1999年1月20日発売 ISBN 4-09-135843-8
  4. 1999年8月20日発売 ISBN 4-09-135844-6
  5. 2000年3月20日発売 ISBN 4-09-135845-4
  6. 2000年8月20日発売 ISBN 4-09-135846-2
  7. 2001年3月20日発売 ISBN 4-09-135847-0
  8. 2002年1月20日発売 ISBN 4-09-135848-9
  9. 2002年9月20日発売 ISBN 4-09-135849-7
  10. 2003年5月20日発売 ISBN 4-09-135850-0